# Ayrılık, Gülyalı
Ayrılık là một xã thuộc huyện Gülyalı, tỉnh Ordu, Thổ Nhĩ Kỳ. Dân số thời điểm năm 2010 là 586 người.